# Théodose (évêque de Jérusalem)
Pour les articles homonymes, voir Théodose.
Théodose ou Théodosius (mort en 457) est l’un des principaux moines de Palestine qui s’oppose aux décisions du concile de Chalcédoine en 451. Installé par ses partisans comme évêque de Jérusalem à la place de Juvénal, il est contraint à l’exil par l’empereur Marcien en 453.

## Biographie
Peu d’informations ont subsisté de ses origines et de sa biographie, principalement connue par les travaux de Jean Rufus, notamment le Narratio de obitu Theodosii Hierosolymitani à propos de son exil et de sa mort. Rufus le décrit comme un confesseur et un martyr de la cause monophysite, hostile à Chalcédoine. De même, le Pseudo-Zacharie le Rhéteur, fournit des informations complémentaires sur Théodose, de même que la biographie écrite par Cyrille de Scythopolis à propos d’Euthyme le Grand.
Théodose apparaît sur le devant de la scène en 451. A cette date, le concile de Chalcédoine vient de se clore, précisant plusieurs éléments de la théologie chrétienne, dont la nature du Christ. Il crée aussi le patriarcat de Jérusalem, détenu par l’évêque de la ville, en l’occurrence Juvénal. Quand celui-ci revient en Palestine, alors qu’il a approuvé les décisions du concile, il fait face à une forte opposition de la communauté monastique. Refusant de revenir sur sa position, il est évincé au profit de Théodose. Bientôt, de nombreux partisans du concile sont tués dans des émeutes, dont l’évêque de Scythopolis. Théodose promeut plusieurs monophysites à divers postes religieux, dont Pierre l'Ibère qui devient évêque de Maiuma, près de l'actuelle Gaza. Face à cette opposition, Marcien est contraint d’envoyer l’armée pour réinstaller Juvénal sur le siège épiscopal, en août 453. Théodose est alors contraint à l’exil et toutes ses nominations sont révoquées, sauf celle de Pierre l'Ibère. 
Théodose s’enfuit d’abord en Égypte, peut-être dans le désert du Sinaï, avant de se rendre à Antioche, haut lieu du monophysisme. Soutenant peut-être Siméon le Stylite, il est arrêté avant de pouvoir pénétrer dans la cité. Sur ordre de l’empereur, il est ramené à Constantinople mais il refuse de reconnaître les décisions du concile et est enfermé dans le monastère de Saint Dios. De nouveau, il refuse de se plier aux canons conciliaires et le supérieur du monastère le déplace dans une cellule exigüe et non chauffée pour tout un hiver. En 457, quand Léon Ier succède à Marcien, Théodose est envoyé auprès des moines de Sykai en Thrace, qui sont aussi des opposants à Chalcédoine mais Théodose, affaibli par sa détention, meurt quelques jours après son arrivée. Son corps est envoyé par ses partisans à Chypre pour qu’il ne soit pas récupéré par les Chalcédoniens. 
Dans l'Église copte, Théodose est connu comme un champion de l'orthodoxie monophysite face aux conclusions du concile de Chalcédoine. Deux écrits lui sont attribués mais sont probablement des textes apocryphes. Il s'agit d'une biographie du martyr Victor Stratélate qui reprend ses exploits et ses miracles à Jérusalem, ainsi que d'une homélie en l'honneur de Saint Georges.

## Sources
- (en) Cornelia Horn, Asceticism and Christological Controversy in Fifth-Century Palestine: The Career of Peter the Iberian, Oxford University Press, 2006
- (en) Ernest Honigmann, « Juvenal of Jerusalem », Dumbarton Oaks Papers, vol. 5,‎ 1950, p. 209-279
- (en) Cornelia Horn et Robert Phenix, John Rufus: The Lives of Peter the Iberian, Theodosius of Jerusalem, and the Monk Romanus, Society of Biblical Literature, 2008 (ISBN 978-1-58983-200-8)
- (en) Tito Orlandi, « Theodosius of Jerusalem », dans The Coptic Encyclopedia. Vol. 7, MacMillan Publishers, 1991
- (en) Paul Parvis, « Theodosius of Jerusalem », dans The Oxford Dictionary of Late Antiquity. Vol. 2, Oxford University Press, 2018